# Coupe de France 1945/46
Het seizoen 1945/46 was het 29e seizoen van de Coupe de France in het voetbal. Het toernooi werd georganiseerd door de Franse voetbalbond.
Dit seizoen namen er 811 clubs aan deel (33 meer dan de record deelname in het laatste vooroorlogse seizoen -1939/40-). De competitie ging in de zomer van 1945 van start en eindigde op 26 mei 1946 met de finale in het Stade Olympique Yves-du-Manoir in Colombes. De finale werd gespeeld tussen Lille OSC (in 1945 verliezend finalist en als Olympique Lille in 1939 eerder finalist) en Red Star Olympique (voor de zesde keer finalist). De zege ging voor de eerste keer naar Lille OSC die Red Star Olympique met 4-2 versloeg.
Lille OSC was de derde club die de dubbel (landstitel en beker) in het Franse voetbal won.

## Uitslagen

### 1/32 finale
De wedstrijden werden op 6 januari gespeeld, de beslissingswedstrijden op 13 januari. De wedstrijd SO Montpellier-Hyères FC werd op 20 januari gespeeld.
| Winnaar             | Uitslag | Verliezer               |
| ------------------- | ------- | ----------------------- |
| Lille OSC           | 3-0     | AS Raismes              |
| Red Star Olympique  | 4-2     | US Tourcoing            |
| Stade Clermont      | 4-0     | FC Gueugnon             |
| Stade Français      | 2-0     | UA Cognac               |
| RC Paris            | 4-2     | US Ruch Carvin          |
| Lyon OU             | 2-0     | OGC Nice                |
| Girondins Bordeaux  | 2-1     | Chamois Niort FC        |
| Olympique Marseille | 6-1     | AS Monaco               |
| FC Rouen            | 2-0     | AS Amicale Paris        |
| AS Cannes-Grasse    | 5-2     | AS Avignon              |
| US Vésinet          | 2-1     | CO Roubaix-Tourcoing    |
| Toulouse FC         | 9-0     | Stade Mont-de-Marsan    |
| SR Colmar           | 1-0     | FC Metz                 |
| US Le Mans          | 3-0     | US Normande Colombelles |
| FC Sète             | 6-1     | AS Béziers              |
| FC Sochaux          | 2-0     | FC Mulhouse             |

| Winnaar             | Uitslag     | Verliezer               |
| ------------------- | ----------- | ----------------------- |
| FC Nancy            | 4-0         | Entente CG Chaumont     |
| AS Charentes        | 2-1         | EC Bordeaux             |
| SC Aniche           | 3-0         | CA Montreuil            |
| Arago Sport Orléans | 2-1         | Stade Reims             |
| SCO Angers          | 2-1         | AS Brest                |
| Olympique Alès      | 3-1         | US Annemasse            |
| CA Paris            | 1-1 nv; 3-0 | CA Vitry                |
| Le Havre AC         | 2-0         | UC Paris                |
| RC Lens             | 5-0         | US Auchel               |
| AC Amiens           | 3-0         | AS Française Paris      |
| Stade Rennes        | 3-1         | AS Parisienne du Cinéma |
| ES Bully            | 0-0 nv; 2-0 | US Valenciennes-Anzin   |
| RC Strasbourg       | 2-1         | RCFC Besançon           |
| USA Perpignan       | 3-1         | US Cazères              |
| ESA Brive           | 3-1         | Olympique Nîmes         |
| SO Montpellier      | 4-1         | Hyères FC               |

### 1/16 finale
De wedstrijden werden op 2 (FC Sète-ESA Brive) en 3 februari gespeeld, de beslissingswedstrijden op 7 februari en 10 + 17 februari (Stade Français-Arago Sports).
| Winnaar             | Uitslag             | Verliezer           |
| ------------------- | ------------------- | ------------------- |
| Lille OSC           | 3-2                 | FC Nancy            |
| Red Star Olympique  | 5-2                 | AS Charentes        |
| Stade Clermont      | 1-0                 | SC Aniche           |
| Stade Français      | 1-1 nv; 1-1 nv; 2-1 | Arago Sport Orléans |
| RC Paris            | 2-2 nv; 3-0         | SCO Angers          |
| Lyon OU             | 3-3 nv; 3-1         | Olympique Alès      |
| Girondins Bordeaux  | 2-1 nv              | CA Paris            |
| Olympique Marseille | 2-2 nv; 1-0         | Le Havre AC         |

| Winnaar          | Uitslag     | Verliezer      |
| ---------------- | ----------- | -------------- |
| FC Rouen         | 1-0         | RC Lens        |
| AS Cannes-Grasse | 2-0         | AC Amiens      |
| US Vésinet       | 2-1         | Stade Rennes   |
| Toulouse FC      | 2-0         | ES Bully       |
| SR Colmar        | 3-2         | RC Strasbourg  |
| US Le Mans       | 2-2 nv; 5-2 | USA Perpignan  |
| FC Sète          | 4-0         | ESA Brive      |
| FC Sochaux       | 2-1         | SO Montpellier |

### 1/8 finale
De wedstrijden werden op 3, 13 (Lyon OU-US Le Mans) en 14 (Girondins-FC Sète) maart 1946 gespeeld.
| Winnaar            | Uitslag | Verliezer        |
| ------------------ | ------- | ---------------- |
| Lille OSC          | 1-0     | FC Rouen         |
| Red Star Olympique | 3-1     | AS Cannes-Grasse |
| Stade Clermont     | 2-1 nv  | US Vésinet       |
| Stade Français     | 2-0     | Toulouse FC      |

| Winnaar             | Uitslag | Verliezer  |
| ------------------- | ------- | ---------- |
| RC Paris            | 4-3     | SR Colmar  |
| Lyon OU             | 2-1     | US Le Mans |
| Girondins Bordeaux  | 3-1     | FC Sète    |
| Olympique Marseille | 2-1     | FC Sochaux |

### Kwartfinale
De wedstrijden werden op 4 maart 1934 gespeeld, de beslissingswedstrijden op 18 maart.
| Winnaar            | Uitslag | Verliezer           |
| ------------------ | ------- | ------------------- |
| Lille OSC          | 2-1 nv  | RC Paris            |
| Red Star Olympique | 2-0     | Lyon OU             |
| Stade Clermont     | 4-1     | Girondins Bordeaux  |
| Stade Français     | 3-1     | Olympique Marseille |

### Halve finale
De wedstrijden werden op 27 april 1946 gespeeld.
| Winnaar            | Uitslag | Verliezer      |
| ------------------ | ------- | -------------- |
| Lille OSC          | 7-1     | Stade Clermont |
| Red Star Olympique | 3-2     | Stade Français |

### Finale
De wedstrijd werd op 26 mei 1946 gespeeld in het Stade Olympique Yves-du-Manoir in Colombes voor 59.692 toeschouwers. De wedstrijd stond onder leiding van scheidsrechter Louis Virolle.
| Winnaar                                                                       | Uitslag | Finalist                           |
| ----------------------------------------------------------------------------- | ------- | ---------------------------------- |
| Lille OSC                                                                     | 4-2     | Red Star Olympique                 |
| Boleslaw Tempowski 13' René Bihel 24' Roger Vandooren 51' Roger Vandooren 85' |         | 47' Albert Moulet 69' Lucien Leduc |

1917/18 · 1918/19 · 1919/20 · 1920/21 · 1921/22 · 1922/23 · 1923/24 · 1924/25 · 1925/26 · 1926/27 · 1927/28 · 1928/29 · 1929/30 · 1930/31 · 1931/32 · 1932/33 · 1933/34 · 1934/35 · 1935/36 · 1936/37 · 1937/38 · 1938/39 · 1939/40 · 1940/41 · 1941/42 · 1942/43 · 1943/44 · 1944/45 · 1945/46 · 1946/47 · 1947/48 · 1948/49 · 1949/50 · 1950/51 · 1951/52 · 1952/53 · 1953/54 · 1954/55 · 1955/56 · 1956/57 · 1957/58 · 1958/59 · 1959/60 · 1960/61 · 1961/62 · 1962/63 · 1963/64 · 1964/65 · 1965/66 · 1966/67 · 1967/68 · 1968/69 · 1969/70 · 1970/71 · 1971/72 · 1972/73 · 1973/74 · 1974/75 · 1975/76 · 1976/77 · 1977/78 · 1978/79 · 1979/80 · 1980/81 · 1981/82 · 1982/83 · 1983/84 · 1984/85 · 1985/86 · 1986/87 · 1987/88 · 1988/89 · 1989/90 · 1990/91 · 1991/92 · 1992/93 · 1993/94 · 1994/95 · 1995/96 · 1996/97 · 1997/98 · 1998/99 · 1999/00 · 2000/01 · 2001/02 · 2002/03 · 2003/04 · 2004/05 · 2005/06 · 2006/07 · 2007/08 · 2008/09 · 2009/10 · 2010/11 · 2011/12 · 2012/13 · 2013/14 · 2014/15 · 2015/16 · 2016/17 · 2017/18 · 2018/19 · 2019/20 · 2020/21 · 
2021/22 · 2022/23 · 2023/24 · 2024/25 ·